# Ippolito Galantini (pittore)
Ippolito Galantini (Firenze, 1627 – Firenze, 1706) è stato un religioso e pittore italiano.
Frate cappuccino, fu allievo di Giovanni Battista Stefaneschi, miniatore e autore di pastelli, nonché di copie di dipinti celebri delle collezioni dei Medici. Agli Uffizi si conservano due suoi autoritratti.